# Tepe, Gülnar
Tepe là một xã thuộc huyện Gülnar, tỉnh Mersin, Thổ Nhĩ Kỳ. Dân số thời điểm năm 2011 là 123 người.
Tepe nằm ở dãy núi Toros, nghĩa của từ "Tepe" có nghĩa là "ngọn đồi", ám chỉ một ngọn đồi ở phía nam ngôi làng.